# Hound Dog (banda)
Hound Dog é uma banda de rock japonesa. Foi formada em 1976. Em 1980 lançaram seu álbum de estreia, chamado Welcome to the Rock'n Roll Show. A canção "ff (fortissimo)" se tornou um grande sucesso em 1985. Seus álbuns Bridge, Gold e Voice alcançaram o primeiro lugar na Oricon, parada oficial do Japão.